# Estaré
Estaré  es una canción perteneciente al grupo de rock argentino Los Visitantes. Es la segunda canción de su cuarto álbum Maderita, editado en el año 1996 bajo el sello MCA. Fue escrita e interpretada por su líder Palo Pandolfo. En ella se da una mezcla de géneros musicales variados, tales como el rock, el reggae, el pop e inclusive el ska que la banda había empleado en ese disco. Fue la canción más destacada del álbum y uno de los últimos éxitos de la banda que se disolvió en el año 1999.

## Músicos
- Daniel Gorostegui: Teclados
- Federico Gahzarossian: Bajo y coros
- Horacio Duboscq: Saxofón y clarinete
- Karina Cohen: Coros y percusión
- Marcelo Belén: Batería
- Marcelo Montolivo: Guitarra
- Palo Pandolfo: Guitarra y voz